# Онтарио (Орегон)
Онтарио (енгл. Ontario) град је у америчкој савезној држави Орегон.

## Демографија
По попису из 2010. године број становника је 11.366, што је 381 (3,5%) становника више него 2000. године.
| Група             | 2000.         | 2010.         |
| Белци             | 6.826 (62,1%) | 6.083 (53,5%) |
| Афроамериканци    | 60 (0,5%)     | 74 (0,7%)     |
| Азијати           | 295 (2,7%)    | 251 (2,2%)    |
| Хиспаноамериканци | 3.521 (32,1%) | 4.691 (41,3%) |
| Укупно            | 10.985        | 11.366        |